# فيديو سكرايب
فيديو سكرايب هو تطبيق يمكنك من خلاله أن تحكي قصة أو فكرة بفيديو بطريقة الرسم باليد بواجهة سهلة الاستخدام وسلسة التعامل لإنتاج فيديو احترافي.

## إصدار فيديو سكرايب
تم اطلاقة في عام 2012 بواسطه شركه UK sparkole في أبريل 2014 كان عدد المستخدمين أكثر من 250.000 مستخدم في 135 دولة حول العالم
فيديو سكرابب (video scribe) تم تطويرة في أدوبي فلاش ادوبي فلاش ويمكن إنتاج أفلام فيديو من نوع كويك تايم كويك تايم ويتم تصديره الي ملفات الفيديو أو سلسه من الصور نوع (جيه بيه إيه جي or PNG) 

## استخدام فيديو سكرايب
في شهر أبريل عام 2013 طلاب مدرسة أمريكية استخدموا فيديو سكرايب لانشاء رسالة الي باراك اوباما رئيس الولايات المتحدة سابقًا،  للسماح لهم بجولة في البيت الابيض بعد ان تم إلغاء الزيارة عن طريق تخفيضات الميزانية الاتحادية.
وروى المستشار البريطاني جورج أوزبورن  كاتب لشرح جولة الانفاق في بريطانيا باستخدام فيديو سكرايب في شهر يونيو في عام 2013. وفي الشهر التالي، أوصى بفيديو سكريب على موقع بي بي سي للاخبار.
وايضا استخدمت ماشابل ((Mashable نسخة محفوظة 16 يوليو 2013 على موقع واي باك مشين. فيديوسكريب لجعل العديد من أشرطة الفيديو في موقعها على الأنترنت.
فاز تطبيق فيديو سكرايب للاجهزة اللوحية في عام 2013 في جوائز موماMOMA بعد ترشيحة من ضمن ثلاث فئات.
فيديو سكرايب متوفر في اجهزة الحواسيب وايضًا في الأجهزة اللوحية وتطبيق أندرويد في جوجل بلاي .
نسخة المتوفرة في الحواسيب يمكن استخدمها كنسخة تجريبية لمدة سبعة أيام وبعد ذلك يمكن للمستخدم شراء نسخة فيديو سكريب متقدم لمدة شهر أو سنة.وتم عمل تخفيضات للمستخدمين لرواد الأعمال وايضا الطلاب.
تحتوي مكتبة فيديو سكرايب على العديد من الصور التي يمكنك استخدمها في إنشاء الفيدوهات ويعتبر من البرامج التعليمية التي يمكن للمعلم أو الطلاب من خلالها توصيل فكرة لمشروع معين.

## وصلات خارجية
- الموقع الرسمي